# Museum für Kunst und Kulturgeschichte Dortmund

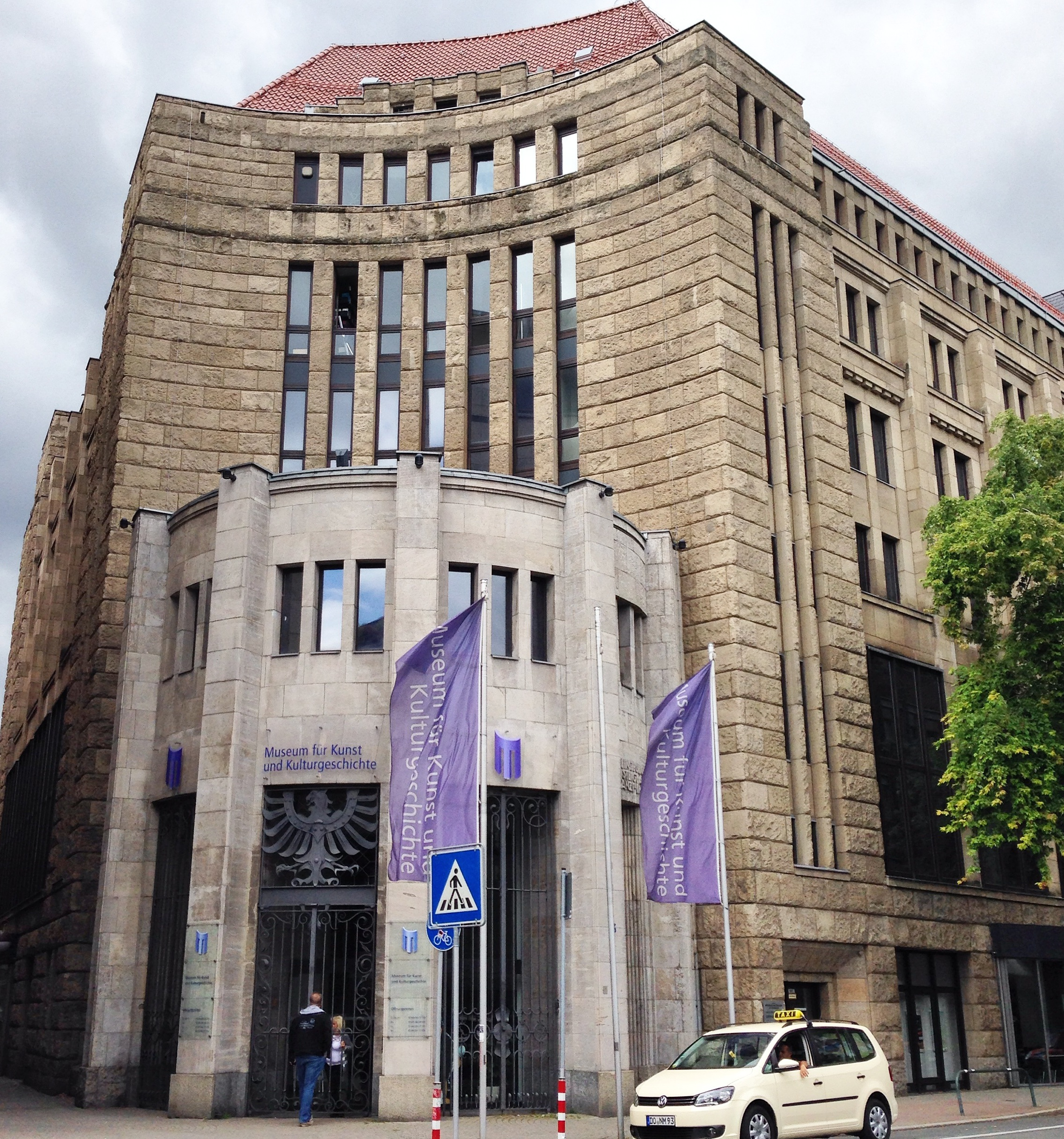
MKK Dortmund, Eingang (2014)

Städtisches Kunst- und Gewerbe-Museum am Ostwall, 1922 (koloriert)

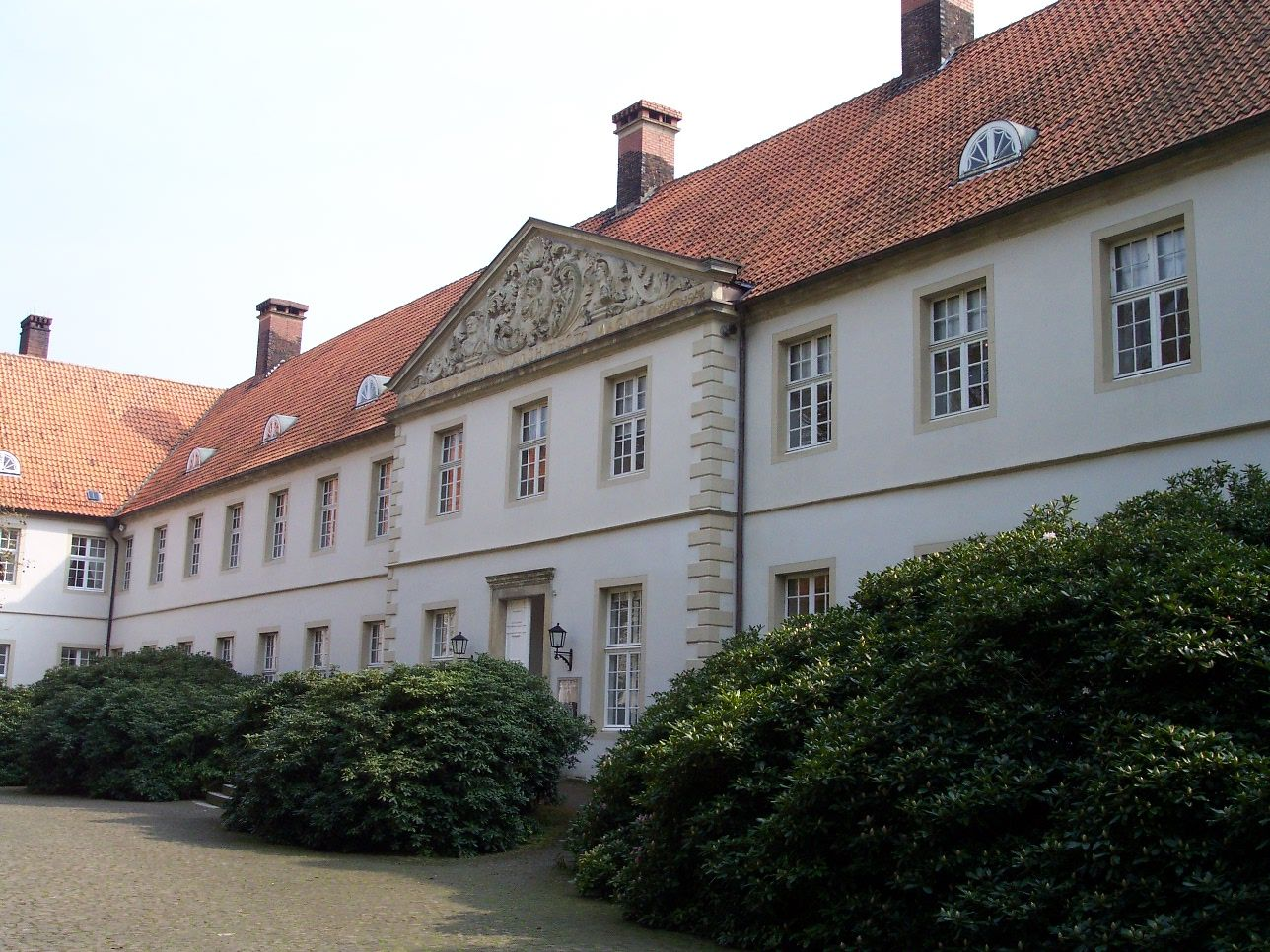
Schloss Cappenberg, Hauptgebäude

Das Museum für Kunst und Kulturgeschichte (MKK) ist ein städtisches Museum in Dortmund; es befindet sich in der 1924 von Hugo Steinbach erbauten ehemaligen Städtischen Sparkasse. Die Sammlungen von Gemälden, Skulpturen, Möbeln und Kunsthandwerk geben einen Einblick in die Kulturgeschichte und die Geschichte der Stadt Dortmund.
Zeitlich umfasst die Sammlung Exponate der Ur- und Frühgeschichte bis hin zu Exponaten des 20. Jahrhunderts. Der Förderkreis Vermessungstechnisches Museum unterhält eine ständige Ausstellung zur Geschichte des Vermessungswesens und präsentiert seltene geodätische Instrumente. Die Räumlichkeiten des Museums werden regelmäßig zur Präsentation von überregional bedeutenden Kunst- und Kulturausstellungen genutzt.

## Geschichte

### Städtisches Kunst- und Gewerbemuseum
Auf Anregung des Historikers und Gymnasiallehrers Eduard Roese beschloss die Stadtverordnetenversammlung am 25. Juni 1883, eine „Sammelstelle“ für historische und künstlerische Gegenstände anzulegen. Erster Leiter wurde der Zeichenlehrer Albert Baum, der eine umfangreiche Sammlung anlegte.
Die Sammlung erlebte mehrere Umzüge. Zwischen 1899 und 1905 war sie im damals frisch restaurierten Alten Rathaus beheimatet. 1911 wurde sie im gerade freigewordenen Oberbergamt untergebracht, das von 1872 bis 1875 nach einem Entwurf des Berliner Architekten Gustav Knoblauch errichtet worden war und für die neue Nutzung nach den Plänen des Stadtbaurats Friedrich Kullrich umgebaut worden war. Das „Städtische Kunst- und Gewerbe-Museum“ bestand dort aus 70 Räumen und umfasste zu dieser Zeit archäologische Fundstücke sowie kunstgewerbliche und heimatkundliche Objekte.

### Neuausrichtung als Kunstmuseum
Vor allem unter der Leitung des Kunsthistorikers Rolf G. Fritz, der 1934 zunächst kommissarisch eingesetzt wurde, wurde die Sammlung neu geordnet und um Kunstobjekte erweitert, vor allem um Gemälde der Romantik. 
1937 wurde die archäologische Abteilung des Museums als eigenständiges Museum für Vor- und Frühgeschichte ausgegliedert.

### Entfernung von Werken „entarteter Kunst“ aus der Sammlung
Ebenfalls im Jahr 1937 wurde in der Nazi-Aktion „Entartete Kunst“ eine große Anzahl von Kunstwerken aus der Sammlung des Museums beschlagnahmt, ein großer Teil davon vernichtet. Dies betraf die Werke folgender Künstler:

Friedrich Ahlers-Hestermann, Josef Albers, Willi Baumeister, Max Beckmann, Karl Blocherer, Peter August Böckstiegel, Walther Bötticher, Dora Brandenburg-Polster, Max Burchartz, Karl Caspar, Johann Vincenz Cissarz, Lovis Corinth, Nicolas Mathieu Eekman, Lyonel Feininger, Richard Flegel, Erich Fraaß, Hans Freese, Otto Gleichmann, Gottfried Graf, Rudolf Großmann, George Grosz, Olaf Leonhard Gulbransson, Erich Hartmann, Bernhard Hasler, Sella Hasse, Erich Heckel, Thomas Theodor Heine, Walter Herricht (1898–1953), Otto Hettner, Bernhard Hoetger, Karl Hofer, Karl Holtz, Willy Jaeckel, Franz Maria Jansen, Richard Janthur, Ernst Ludwig Kirchner, Jesekiel David Kirszenbaum, Erich Klossowski, Wilhelm Kohlhoff, Oskar Kokoschka, Leo von König, Alfred Kubin, Paul Kuhn (1885–1981), Rudolf Levy, Carlo Mense, Felix Meseck, Johannes Molzahn, Wilhelm Morgner, Heinrich Nauen, Max Neumann (1885–1973), Willi Nowak, Jan Oeltjen, Willem Antonie Oepts (1904–1988), Walter Ophey, August Oppenberg, Richard Paling, Otto Pankok, Max Pechstein, Hermann Peters, Christian Rohlfs, Edwin Scharff, Adolf Schinnerer, Werner Paul Schmidt, Karl Schmidt-Rottluff, Otto Schoff, Werner Schramm, Georg Schrimpf, Otto Schubert, Max Schulze-Sölde, Richard Seewald, Arne Siegfried (1893–1985), Karl Sicke (1900–1930), Ottomar Starke, Ferdinand Sturtzkopf, Georg Tappert, Walther Teutsch, Paul Thesing, Hans Tombrock, Max Unold, Eberhard Viegener, Vaclav Vytlaci (1892–1984), Emil Rudolf Weiss und Hans Wildermann.

### Zweiter Weltkrieg
Während des Zweiten Weltkrieges wurden die Bestände des Museums ausgelagert und dadurch vor der Zerstörung im Bombenkrieg gerettet. In dieser Zeit erhielt die Sammlung auch den heutigen Namen.

### Schloss Cappenberg
1945 wurde das Museum Ostwall bei einem Bombenangriff schwer beschädigt; nach dem Wiederaufbau ab 1947 fand dort die Kunst des zwanzigsten Jahrhunderts ihren Platz. Die ausgelagerte Sammlung wurde ab 1946 in angemieteten Räumen im Schloss Cappenberg bei Lünen gezeigt. Die Bestände wurden um Kunstschätze aus verschiedenen zerstörten Kirchen Westfalens, etwa den Marienaltar von Conrad von Soest aus der Marienkirche Dortmund ergänzt, wobei die Werkstatt des Museums an der Restauration und Erforschung dieser bedeutenden kirchlichen Kunstwerke mitwirkte.
1966 wurde Horst Appuhn Nachfolger von Rolf G. Fritz. Aufgrund fehlender Mittel für einen Museumsneubau in Dortmund entwickelte Appuhn zunächst in Cappenberg eine kleine Dauerausstellung. Erweitert wurde der Sammlungsbestand vor allem um historische Möbel aus Westfalen, durch die lückenlos Wohnwelten von Gotik bis Jugendstil dokumentiert werden sollten.

### Umzug in die alte Stadtsparkasse
1977 fasste der Stadtrat den Grundsatzbeschluss zum Umzug der Sammlung in das im Art-déco-Stil errichtete und als Baudenkmal in die Denkmalliste der Stadt Dortmund eingetragene Gebäude der alten Stadtsparkasse an der unteren Hansastraße. Im November 1983 wurde das neue Museum eröffnet. Leiter war von 1982 bis 1986 der spätere Oberbürgermeister der Stadt Dortmund, Gerhard Langemeyer. Allgemein gelobt wurde die Integration der Kunstwerke in die Präsentation kunsthandwerklicher und historischer Fundstücke. Einen besonderen Akzent legte das Museum auf die pädagogische Arbeit mit Kindern und Jugendlichen.

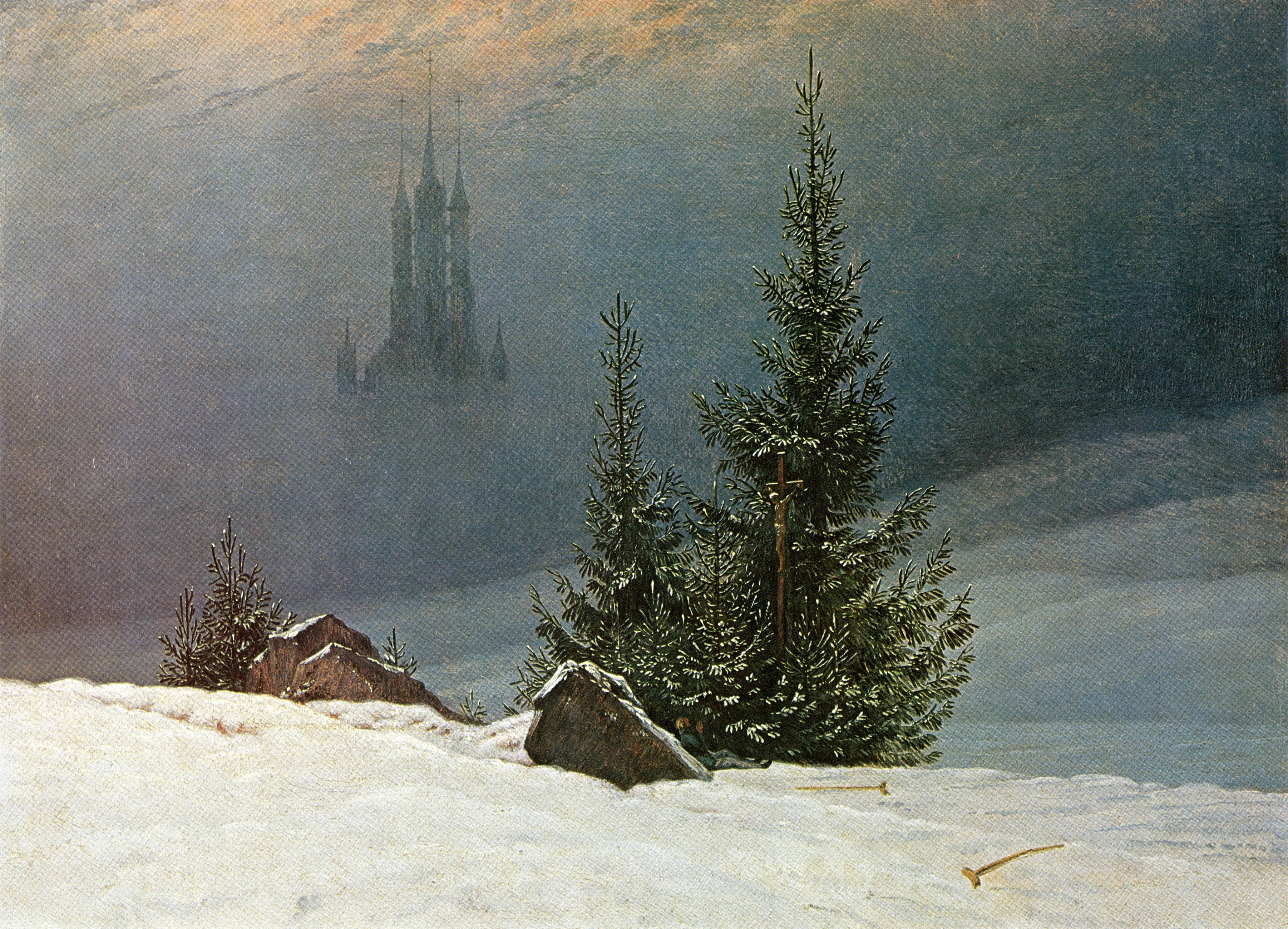
Caspar David Friedrich, Winterlandschaft (1811)

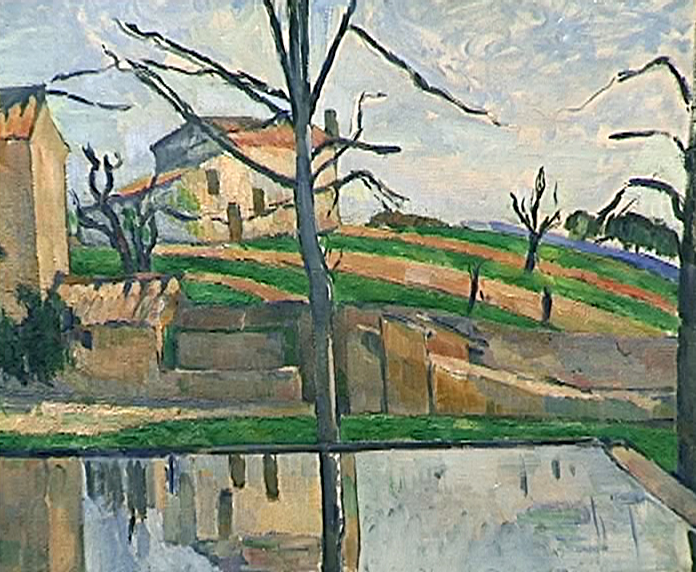
Ausstellung Cézanne Manet Schuch

Am Ostwall 60 befindet sich das Deutsche Kochbuchmuseum, das dem Museum für Kunst und Kulturgeschichte Dortmund als Außenstelle angegliedert ist.

## Ausstellungen
Anlässlich ihres 100. Geburtstages schenkte die Dortmunder Museumsgesellschaft zur Pflege der bildenden Kunst dem Museum die Altartafel „Die Heilige Sippe“ von Jan Baegert (tätig etwa von 1505 bis 1530). Das Kunstwerk ist Teil eines erst im 20. Jahrhundert in vier Teile getrennten Altarretabels, von dem ein Teil bereits im Besitz des Museums war. Die beiden übrigen Teile aus dem Besitz der Hamburger Kunsthalle sind an das Museum ausgeliehen, so dass das Retabel derzeit komplett im Museum ausgestellt ist.

### Dauerausstellungen
- Kulturgeschichte im Zeitraffer
- Ausstellung zur Geschichte des Vermessungswesens

### Abteilungen
- Erdgeschoss – Zurück in die Steinzeit; Antiken
- 1. Etage – Die alte Stadt; Christliche Kunst im Mittelalter; Kultur vom 16. bis zum 18. Jahrhundert
- 1. und 2. Zwischenebene – Gemälde des 19. Jahrhunderts, unter anderem von Caspar David Friedrich, Max Slevogt, Lovis Corinth und Anton von Werner
- 2. Etage – Vom Sonn- und Alltag; Apotheke aus Ahlen mit dem Originalinventar des 18. Jahrhunderts
- 3. Etage – Schöner Wohnen im 19. Jahrhundert; angewandte Kunst seit 1900, darunter ein Mercator-Erdglobus von 1541
- 4. Etage – Die neue Stadt; Vermessungsgeschichte

### Sonderausstellungen (Auswahl)
- Und wenn sie nicht gestorben sind ..., Bilder zu Grimmschen Märchen (18. November 2006 – 7. Januar 2007)
- Schönheit aus dem Feuer, Fliesenkunst aus acht Jahrhunderten im Studio (12. August 2006 bis 29. Oktober 2006)
- Ferne Welten – Freie Stadt. Dortmund im Mittelalter (2. April 2006 bis 16. Juli 2006)
- Ernst Ludwig Kirchner: Zeichnungen, Aquarellen und Fotografien (27. Juni 2004 – 5. September 2004)
- F. K. Waechter und Rudi Hurzlmeier: Satirische Zeichnungen und Karikaturen (2. September 2000 – 7. Januar 2001)
- Cézanne Manet Schuch: Drei Wege zur autonomen Kunst (30. Mai 2000 bis 30. Juli 2000)
- Objekte der Begierde: Schmuckstücke von Miriam Haskell, New York (20. Mai 2000 bis 30. Juli 2000)
- Frank Lloyd Wright: Die Lebendige Stadt
- Yves Boucard: Fantastische Möbel (23. Januar 1999 bis 14. März 1999)
- Benno Elkan – Ein jüdischer Künstler aus Dortmund (18. März 2011 bis 22. Mai 2011)
- manu factum (14. Juli 2013 bis 8. September 2013)
- Rechtsextreme Gewalt in Deutschland 1990–2013 (7. September 2013 bis 27. Oktober 2013)
- DEW21 Kunstpreis 2013 und Preisträgerausstellung Barbara Hlali (21. September 2013 bis 3. November 2013)
- 200 Jahre Westfalen – Jetzt! (28. August 2015 bis 28. Februar 2016)
- Im Rausch der Schönheit. Die Kunst des Jugendstils (9. Dezember 2018 bis 23. Juni 2019)